# Fabrice Pierre
Fabrice Pierre (Parigi, 27 luglio 1958) è un arpista e direttore d'orchestra francese.
Figlio d'arte (suo padre Francis era un affermato arpista), ha effettuato gli studi musicali prima al Conservatorio di Boulogne-Billancourt, poi dal 1977 al 1980 al Conservatoire national supérieur de musique et de danse de Paris, dove ha avuto tra i suoi maestri Pierre Jamet per l'arpa e Franco Ferrara per la direzione d'orchestra.
Nel 1984 ha vinto il primo premio, all'unanimità, nel Concorso internazionale di arpa «Marie-Antoinette Cazala» di Gargilesse. Nello stesso anno è stato nominato professore di arpa presso il Conservatorio nazionale superiore di musica e di danza di Lione. 
Ha registrato CD musicali per vari compositori, tra i quali André Caplet, Claude Debussy, Franz Doppler, Gabriel Fauré, Jacques Ibert, Wolfgang Amadeus Mozart, Maurice Ravel, Carl Reinecke e Tōru Takemitsu.